# Thelypteris odontosora
Thelypteris odontosora är en kärrbräkenväxtart som först beskrevs av Roland Napoléon Bonaparte, och fick sitt nu gällande namn av Ren-Chang Ching. Thelypteris odontosora ingår i släktet Thelypteris och familjen Thelypteridaceae. Inga underarter finns listade.